# Airman Basic

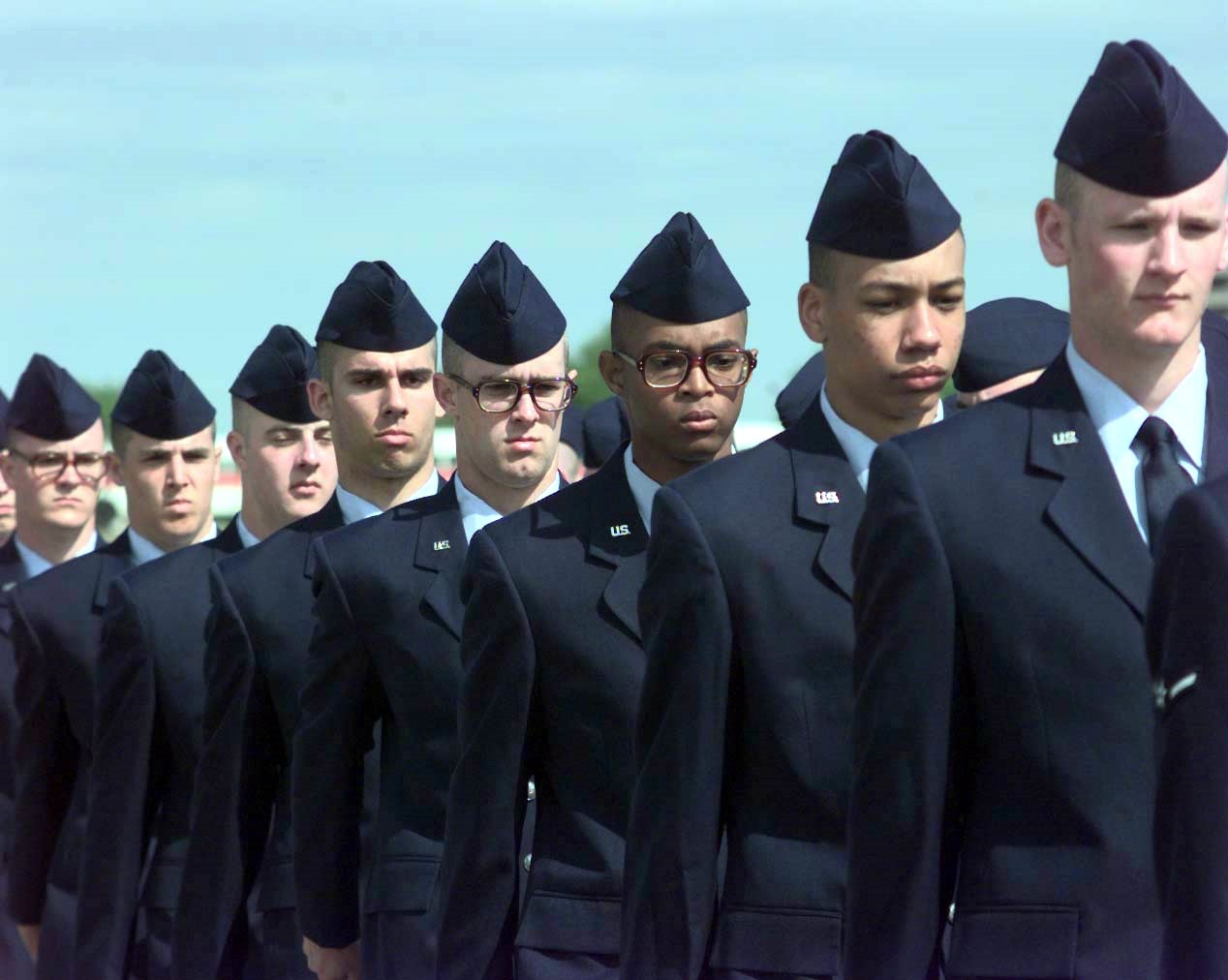
Airmen Basic der U.S. Air Force

Airman Basic (AB) ist der niedrigste Dienstgrad (OR-1) der US Air Force. Der Dienstgrad wird gefolgt von dem des Airman. Soldaten im Dienstgrad eines Airman Basic befinden sich meist noch in der Grundausbildung. Die Beförderung zum Airman erfolgt in der Regel nach sechsmonatigem Dienst. Ähnlich dem „einfachen Soldaten“ der Bundeswehr trägt der Airman Basic kein Dienstgradabzeichen, was ihm den Spitznamen „Slick sleeve“ (sinngemäß: Schulterglatze) einbringt.
| Dienstgrad        |              |               |
| niedriger: keiner | Airman Basic | höher: Airman |